# 房宿增一
房宿增一（拉丁文名稱為Lambda Librae）是黃道星座天秤座的聯星，拜耳名稱是天秤座λ。它是顆黯淡的恆星，視星等 +5.03，在漆黑的夜晚肉眼隱約可見。年周視差10.54mas，因此與太陽的距離是310光年。在這樣的距離上，星際塵埃造成的消光使它的視星等降低0.22等。
它是只有單一光譜線的光譜聯星，軌道週期14.48天，離心率0.27。可以見到的成員是B型主序星，光譜類型B3V。它是光譜特殊的弱氦星，並且是顆旋轉橢球變星。估計它的半徑是太陽的3.9倍，質量是太陽的5倍。它是類織女的候選者，意味著它有環繞著恆星的岩屑盤引起的紅外過量特徵。這個系統也是個X射線源。